# Fürstenau (Švýcarsko)
Fürstenau (rétorománsky Farschno) je obec ve švýcarském kantonu Graubünden, okresu Viamala. Nachází se v údolí Zadního Rýna, asi 16 kilometrů jihozápadně od kantonálního hlavního města Churu, v nadmořské výšce 650 metrů. Má zhruba 350 obyvatel.

## Geografie
Obec leží v údolí Domleschg na pravém břehu Zadního Rýna. Fürstenau se skládá z historické obce Fürstenau a místní části Fürstenaubruck nad soutokem Zadního Rýna a Albuly. Fürstenau je zapsáno na seznamu švýcarských památek národního významu.

## Historie

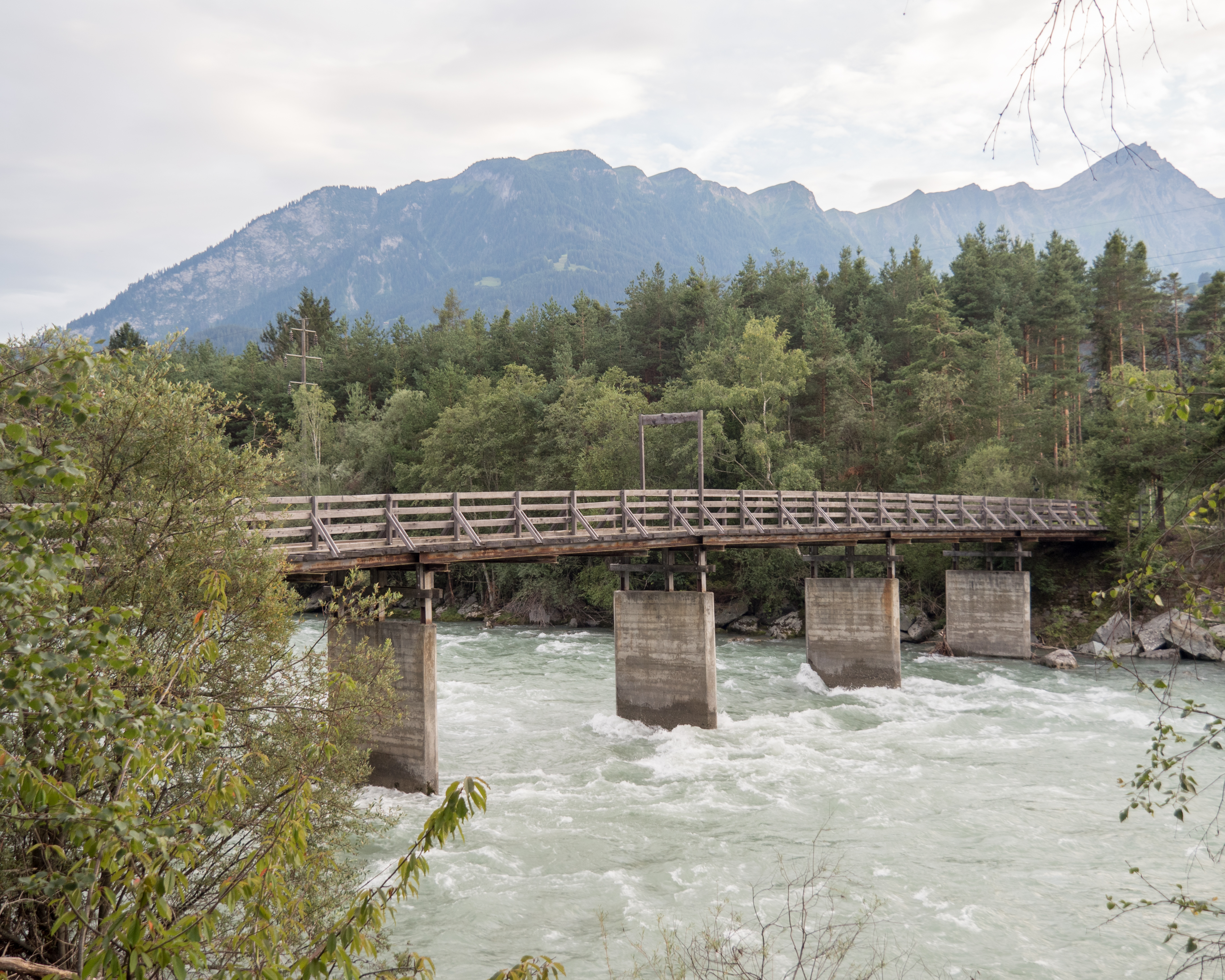
Most přes Zadní Rýn

Mairaus, starý název Fürstenau, je poprvé zmiňován v listinách z první poloviny 12. století. Nový název je poprvé doložen v roce 1257 jako Fürstinowe. Fürst zde odkazuje na biskupa z Churu, v jehož vlastnictví byl tzv. Fürstenau Meierhof. Název byl teprve později přenesen na později postavený hrad.

## Obyvatelstvo

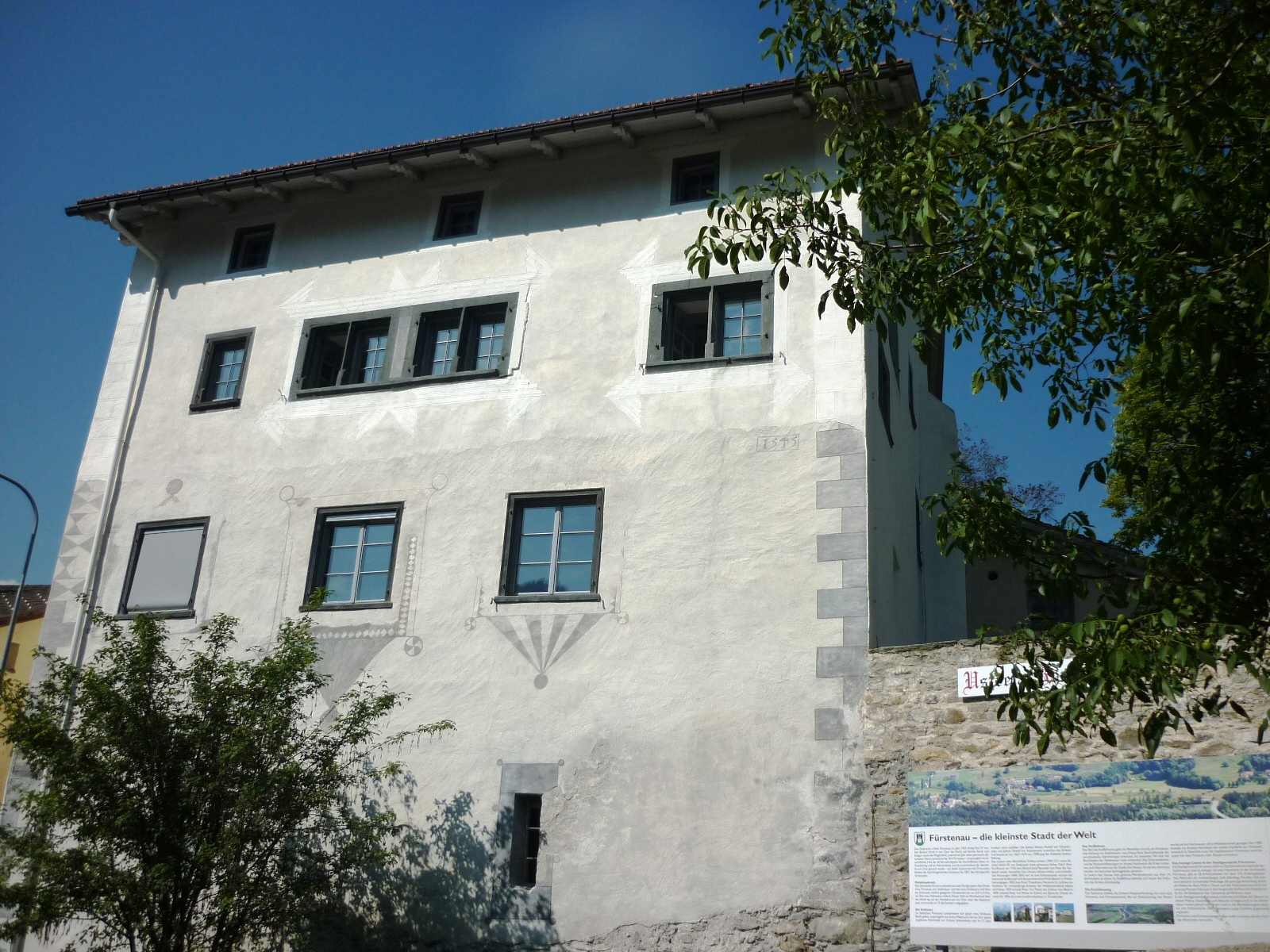
Stoffelhaus

| Vývoj počtu obyvatel | Vývoj počtu obyvatel | Vývoj počtu obyvatel | Vývoj počtu obyvatel | Vývoj počtu obyvatel | Vývoj počtu obyvatel | Vývoj počtu obyvatel | Vývoj počtu obyvatel | Vývoj počtu obyvatel | Vývoj počtu obyvatel | Vývoj počtu obyvatel | Vývoj počtu obyvatel | Vývoj počtu obyvatel | Vývoj počtu obyvatel |
| -------------------- | -------------------- | -------------------- | -------------------- | -------------------- | -------------------- | -------------------- | -------------------- | -------------------- | -------------------- | -------------------- | -------------------- | -------------------- | -------------------- |
| Rok                  | 1803                 | 1850                 | 1860                 | 1888                 | 1900                 | 1930                 | 1950                 | 1980                 | 1990                 | 2000                 | 2005                 | 2016                 |                      |
| Počet obyvatel       | 107                  | 304                  | 244                  | 316                  | 235                  | 200                  | 253                  | 198                  | 271                  | 311                  | 329                  | 345                  |                      |

### Jazyky
Až do roku 1800 mluvili téměř všichni obyvatelé obce jazykem sutselvisch, místním dialektem rétorománštiny. Brzy však přešli na němčinu. Zatímco v letech 1880–1900 žilo v obci ještě 20 % obyvatel, primárně používajících rétorománštinu, v roce 1910 tento podíl klesl na 14 % a v roce 1941 na 11 %. Od té doby stále klesá. Dnes je obec téměř výhradně německy mluvící. Dříve také rozšířenou italštinu používají také již pouze jednotky místních obyvatel. Vývoj v posledních desetiletích přibližuje následující tabulka:
| Jazyky ve Fürstenau |                   |                   |                   |                   |                   |                   |
| Jazyk               | Sčítání lidu 1980 | Sčítání lidu 1980 | Sčítání lidu 1990 | Sčítání lidu 1990 | Sčítání lidu 2000 | Sčítání lidu 2000 |
| Jazyk               | Počet             | Podíl             | Počet             | Podíl             | Počet             | Podíl             |
| Němčina             | 170               | 85,86 %           | 243               | 89,66 %           | 287               | 92,28 %           |
| Rétorománština      | 13                | 6,57 %            | 15                | 5,54 %            | 10                | 3,22 %            |
| Italština           | 10                | 5,05 %            | 4                 | 1,48 %            | 6                 | 1,93 %            |
| Počet obyvatel      | 198               | 100 %             | 271               | 100 %             | 311               | 100 %             |

## Doprava
Obec leží nedaleko dálnice A13 v trase St. Margrethen – Chur – Bellinzona (exit 21 Thusis-Nord). Nejbližší železniční stanicí je Thusis na Albulské dráze, provozované Rhétskou dráhou.